# Otto Holtz (Politiker, 1895)
Otto Holtz (* 31. Juli 1895 in Nettehammer bei Andernach; † 25. Oktober 1983 in Koblenz) war ein deutscher Politiker. Er war preußischer Landrat.

## Leben
Holtz wurde 1932 Nachfolger des Landrats Kurt von Trebra in Wittenberg. Vor 1933 war er Mitglied der Deutschen Staatspartei. Im preußischen Landkreis Wittenberg des Regierungsbezirkes Merseburg der Provinz Sachsen wirkte er bis zum Ende des Zweiten Weltkrieges 1945. Von 1936 bis 1937 nahm Otto Holtz gleichzeitig das Amt des Oberbürgermeisters von Wittenberg kommissarisch wahr.